# Wygnanów (województwo mazowieckie)
Wygnanów – wieś w Polsce położona w województwie mazowieckim, w powiecie radomskim, w gminie Przytyk. Ma status sołectwa.
W latach 1975–1998 miejscowość należała administracyjnie do województwa radomskiego.
Wierni Kościoła rzymskokatolickiego należą do parafii św. Marii Magdaleny we Wrzeszczowie lub do parafii św. Wawrzyńca we Wrzosie.